# Voïvodie de Zielona Góra
Pour les articles homonymes, voir Zielona Góra (homonymie).
La voïvodie de Zielona Góra (en polonais Województwo zielonogórskie) était une unité de division administrative et un gouvernement local de Pologne entre 1975 et 1998. 

Elle fut remplacée en 1999 par la voïvodie de Lubusz, à la suite d'une loi de 1998 réorganisant le découpage administratif du pays. 
Sa capitale était Zielona Góra.

## Villes principales
Recensement du 31.12.1998
- Zielona Góra - 118 182.
- Nowa Sól - 42 662.
- Żary - 40 732.
- Żagań - 28 170.
- Świebodzin - 22 539.
- Gubin - 18 893.
- Sulechów - 18 250.
- Lubsko - 15 511.
- Wolsztyn - 13 879.
- Szprotawa - 13 139.
- Krosno Odrzańskie - 13 000.
- Zbąszyń - 7 500.
- Zbąszynek - 5 100.
- Iłowa - 4 100.
- Sława - 4 000.

## Bureaux de district (Powiat)
Sur la base de la loi du 22 mars 1990, les autorités locales de l'administration publique générale, ont créé 6 régions administratives associant une dizaine de municipalités.
Bureau de district de Choszczno :
- Gminy :

1. Bobrowice.
2. Bytnica.
3. Cybinka.
4. Dąbie.
5. Gubin.
6. Krosno Odrzańskie.
7. Maszewo.

- Ville :

1. Gubin.

Bureau de district de Nowa Sól :
- Gminy :

1. Bytom Odrzański.
2. Kolsko.
3. Kożuchów.
4. Małomice.
5. Niegosławice.
6. Nowa Sól.
7. Nowe Miasteczko.
8. Otyń.
9. Siedlisko.
10. Sława.
11. Szprotawa.

- Ville :

1. Nowa Sól.

Bureau de district de Świebodzin :
- Gminy :

1. Lubrza.
2. Łagów.
3. Skąpe.
4. Szczaniec.
5. Świebodzin.
6. Torzym.

Bureau de district de Wolsztyn :
- Gminy :

1. Babimost.
2. Kargowa.
3. Siedlec.
4. Wolsztyn.
5. Zbąszynek.
6. Zbąszyń.

Bureau de district de Zielona Góra :
- Gminy :

1. Bojadła.
2. Czerwieńsk.
3. Nowogród Bobrzański.
4. Sulechów.
5. Świdnica.
6. Trzebiechów.
7. Zabór.
8. Zielona Góra.

- Ville :

1. Zielona Góra.

Bureau de district de Żary :
- Gminy :

1. Brody.
2. Brzeźnica.
3. Iłowa.
4. Jasień.
5. Lipinki Łużyckie.
6. Lubsko.
7. Przewóz.
8. Trzebiel.
9. Tuplice.
10. Wymiarki.
11. Żagań.
12. Żary.

- Villes :

1. Gozdnica.
2. Łęknica.
3. Żagań.
4. Żary.